# Landeskrankenhaus Hochzirl

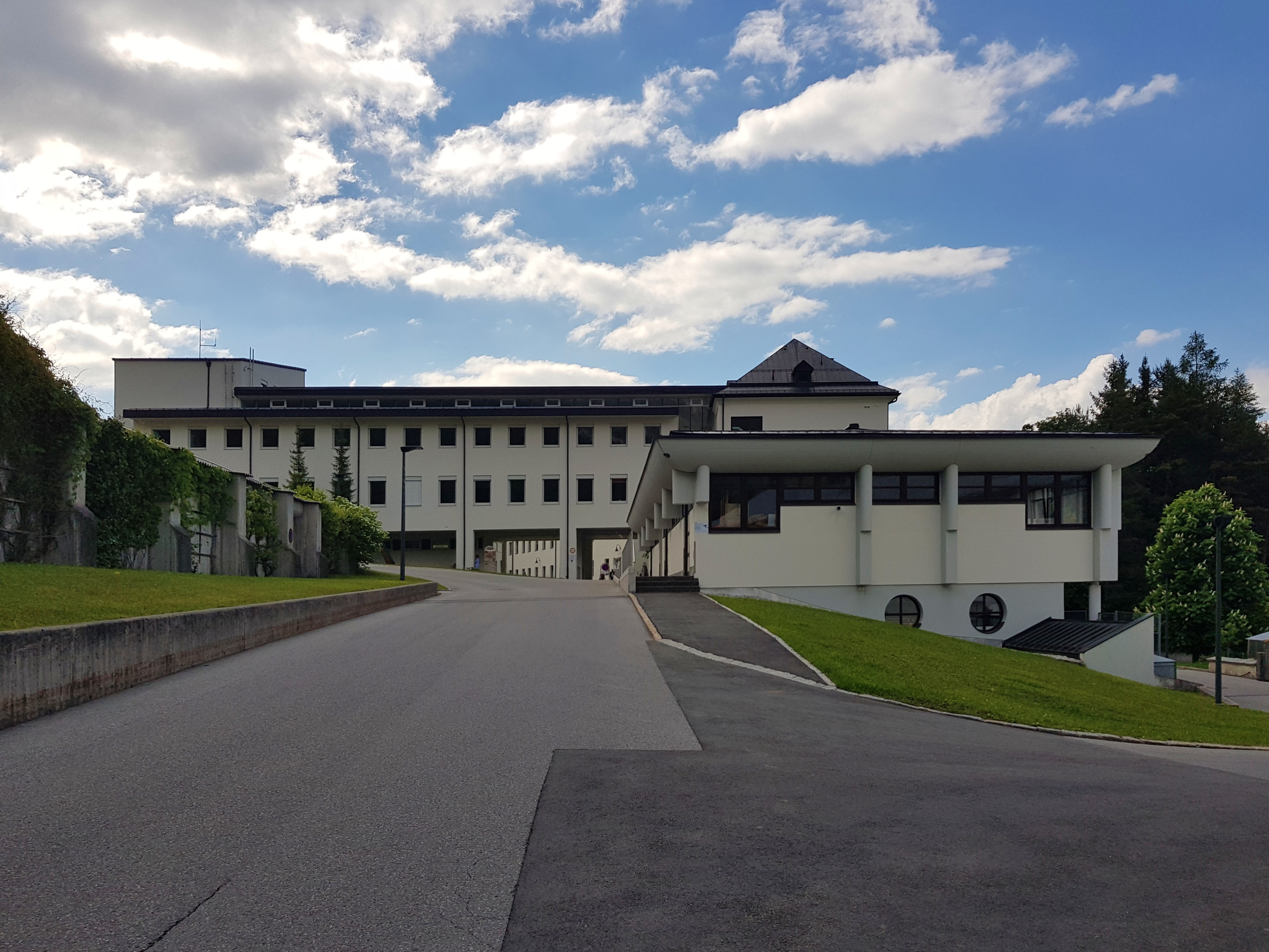
Landeskrankenhaus Hochzirl

Das Öffentliche Landeskrankenhaus Hochzirl ist ein Krankenhaus in Hochzirl in der Tiroler Marktgemeinde Zirl und wird von der Tirol Kliniken GmbH geführt. Das Krankenhaus hat 200 Betten, auf fünf Abteilungen verteilt, und ist eine Sonderkrankenanstalt für Innere Medizin und neurologische Akutnachbehandlung.

## Geschichte
Das Krankenhaus sollte 1917 nach Plänen des Kriegsfürsorgeamt eine Militärheilstätte werden. Dies geschah in Verbindung mit der Eröffnung der Mittenwaldbahn im Jahr 1912, für die ein Kreuzungsbahnhof in Hochzirl gebaut wurde. Der Rohbau des Krankenhauses wurde 1921 von der KVA (Krankenversicherungsanstalt der Bundesangestellten) übernommen. Im Juli 1924 eröffnete dann eine moderne Lungenheilstätte, welche mit 300 Patienten belegt war. 1964 übernahm das Land Tirol für 12 Millionen Schilling die Anstalt. Es wurde als neues Aufgabengebiet eine internistische Abteilung mit einem Schwerpunkt für ältere Menschen geschaffen. 1995 wurde zur Abteilung für Innere Medizin mit 126 Betten eine neurologische Akutnachbehandlung mit 74 Betten eingerichtet.
Mit 1. Jänner 2015 wurden die beiden Krankenhäuser Hochzirl und Natters zum Landeskrankenhaus Hochzirl-Natters zusammengelegt.

## Medizinisches Angebot
Das Landeskrankenhaus Hochzirl verfügt über folgende medizinische Schwerpunkte:
- Unfallchirurgie
- Orthopädie
- Radiologie
- Psychiatrie
- Laboratorium
- Neurologie
- Massageangebot/Physiotherapeutische Angebote

Im Jahr 2013 wurden 2887 stationäre Fälle und 2704 ambulante Patienten behandelt. 65.675 Belagstage entsprachen einer Auslastung von 91,3 %.